# Arne Freundt
Arne Freundt (* 1980) ist ein deutscher Manager. Freundt war von November 2022 bis April 2025 CEO von Puma SE.

## Leben
Freundt studierte an der EBS Universität für Wirtschaft und Recht im hessischen Oestrich-Winkel und schloss sein Studium der Betriebswirtschaftslehre in Leipzig ab. Seine berufliche Karriere startete er bei Siemens in München.
Nach mehrjähriger Tätigkeit als Projektmanager bei Siemens Management Consulting, wechselte er 2011 als Strategiechef zur Puma-Zentrale nach Herzogenaurach. Bis 2015 blieb Freundt Strategiechef, zunächst unter Franz Koch. Ab 2013 wechselte Freundt unter Bjørn Gulden dann seine Position und kümmerte sich um das Einzelhandelsgeschäft und den E-Commerce von Puma. Ab 2019 war er für Europa, den Mittleren Osten und Afrika zuständig. Im Juni 2021 wurde er von Gulden in den Konzernvorstand berufen.